# 353232 Nolwenn
353232 Nolwenn este o planetă minoră (asteroid), cu un diametru de 2,915 km, din centura de asteroizi. A fost descoperită pe 6 februarie 2010 la Mayhill⁠(d) de Štefan Kürti⁠(d). 
Obiectul prezintă o orbită caracterizată de o semiaxă mare de 2,4089449791313 UAi, o excentricitate de 0,17, o înclinație de 9,4 ° în raport cu ecliptica.